# Julia Löhr

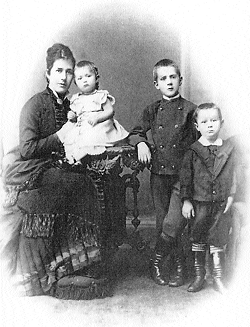
Julia Löhr als Kleinkind mit ihrer Mutter und ihren Brüdern Heinrich und Thomas

Julia Elisabeth Therese Löhr (geborene Mann, genannt Lula; * 13. August 1877 in Lübeck; † 10. Mai 1927 in München-Schwabing) war eine Schwester von Heinrich und Thomas Mann. Sie war das Urbild der Romanfigur Ines Institoris in Thomas Manns Roman Doktor Faustus.

## Leben
Julia Mann wuchs wie ihre Geschwister Heinrich Mann, Thomas Mann, Carla Mann und Viktor Mann in großbürgerlichen Verhältnissen in Lübeck auf, 1893 zog die Familie nach München um. Julia Mann heiratete 1900, als erste von ihren Geschwistern, den fünfzehn Jahre älteren Bankdirektor Josef Löhr, der von der Familie Mann mit Vorbehalten betrachtet wurde, obwohl er seiner Frau eine finanziell gesicherte Position bot. Mit ihm hatte sie drei Töchter, 1901 wurde die Tochter Eva Maria geboren, die Zwillinge Ilsemarie und Rosemarie kamen 1907 zur Welt. Zu diesem Zeitpunkt hatte Julia Mann vermutlich schon mehrere außereheliche Beziehungen, zudem galt sie als morphiumabhängig. Golo Mann schrieb dieses Abgleiten in die Drogensucht dem Ekel zu, den seine Tante vor ihrem Gatten und dessen Ansprüchen gehabt habe. Nach dessen Tod 1922 verlor sie durch die Inflation ihren Lebensunterhalt und beging 1927 in ihrer Wohnung in der Leopoldstraße 27 in Schwabing Suizid.
Seiner Schwester Julia verdankte Thomas Mann vermutlich einen ausführlichen schriftlichen Bericht über die gemeinsame Tante Elisabeth, das Urbild der Tony Buddenbrook. Offensichtlich hatte Julia Talent zum Schreiben, konnte aber keinen Beruf daraus machen. Ihre Flucht ins bürgerliche Eheleben befriedigte ihre Ansprüche vermutlich nicht, was für viele als Grund für ihre Selbsttötung betrachtet wird. Thomas Mann äußerte sich bereits 1908 seinem Bruder Heinrich gegenüber, dass Julia „viel Mitleid“ verdiene, und fühlte sich durch ihren Suizid tiefer berührt als durch den der jüngeren Schwester Carla Mann im Jahr 1910. Auch sein Sohn Klaus Mann zollt in seiner Autobiografie Der Wendepunkt der tragisch gestorbenen Tante Respekt.
Abgesehen von dem Bericht über Elisabeth Mann scheint Julia Mann keine größeren zusammenhängenden Texte verfasst zu haben. Mittelbar lieferte sie ihrem Bruder vermutlich auch die Grundkonzeption zu dem Mord in der Straßenbahn, den er im Doktor Faustus verwendete. Ein solcher Mord an dem 35-jährigen Musiker Gustav Adolf Gunkel hatte sich 1901 in Dresden zugetragen. Dort in der Johannstraße 15, der heutigen Regerstraße 27, lebte nach ihrer zweiten Scheidung ihre Tante Elisabeth mit ihren Kindern Alice und Henry. Als Julia Mann sie besuchte, lernte sie die weitläufig verwandte Familie Distel kennen, die in der Nähe wohnte. Später vermittelte sie wohl auch die Bekanntschaft ihres Bruders mit der Familie des Staatsarchivars Theodor Distel, in der auch die Brüder Carl und Paul Ehrenberg lebten. Infolgedessen konnte sich Thomas Mann 1902 bei der Sängerin Hilde Distel (1880–1917) nach den Einzelheiten des Mordes in der Trambahn erkundigen, die er dann Jahrzehnte später im Doktor Faustus verwertete; auch Thomas Manns Korrespondenz mit ihrer Schwester Lilly Dieckmann geb. Distel findet so ihre Einordnung.